# Il cineasta e il labirinto
Il cineasta e il labirinto è un film documentario del 2002 diretto da Roberto Andò.

## Trama
Il documentario ripercorre la carriera di Francesco Rosi, attraverso le scene più significative dei suoi film e i ricordi di chi ha lavorato con lui o si sente legato al suo modo di fare cinema.

## Distribuzione
Il documentario è stato proiettato al Campidoglio nel 2002 in occasione degli ottant'anni di Francesco Rosi, nel 2003 durante lo svolgimento della seconda edizione del Festival del Cinema di Porretta Terme dedicata allo stesso regista e nel 2007 a Palermo in occasione de la città cosmopolita.